# Spy vs. Spy (desenho)
Spy vs. Spy é uma série de scats de 30 a 110 segundos em desenho animado de Peter Kuper exibido no MAD TV, do gênero comédia-espionagem baseado nas tirinhas criadas em 1961, inspirada na Guerra Fria e depois em populares filmes de espionagem tais como a série com 007. A tira ficou conhecida no Brasil nos anos de 1970, quando foi iniciada a publicação da Revista Mad no país.

## Sinopse
Spy vs. Spy (Espião contra Espião ou Espião vs. Espião, em português) conta a história de dois espiões chamados White Spy e Black Spy (no Brasil, foram chamados de Espião Branco e Espião Preto). Em cada episódio ocorre situações onde um tenta eliminar o outro de forma irreverente, como por exemplo, o Espião Preto usa um míssil contra o barco do Espião Branco, mas o barco se divide em dois pensando que o míssil passaria direto, mas o míssil também se divide em dois e acaba acertando o Espião Branco.

## Episódios
1. Spy vs. Spy (piloto)
2. Telephone
3. The Security Camera
4. Ventriloquism
5. Karate School
6. Guillotine
7. Tank Dream
8. TNT
9. Falling Rocks
10. Ants
11. Defection
12. Safe Trick
13. Pogo Stick
14. Mirror
15. Toilet Plunger
16. Fallen in Love
17. Brick Wall
18. Cat's Craddle
19. Magnet
20. High Bed
21. Prison Escape
22. Steel Vest
23. Basketball
24. Weights
25. Billiard Balls
26. Boat Bomb
27. Hair Dryer
28. Beach Girl
29. Down the Drain
30. Tank Bomb
31. Dream Research 2
32. The Question Mark

## Personagens
- White Spy. (Espião Branco no Brasil) Ele é um sujeito malvado e, curiosamente, é irmão de Black Spy. White Spy sempre está tentando matar seu irmão (nota: no episódio piloto, quando a bomba explode, só cai os sapatos, os óculos e o chapéu de Black Spy) da forma mais insana e impossível de fazer.
- Black Spy. (Espião Preto no Brasil) é o irmão inocente de White Spy. É tão habilidoso quanto o White Spy, porém, a vitória entre os dois se alterna entre os episódios,pois não há um que sempre ganhe.
- Grey Spy. (Espiã Cinza no Brasil) é a irmã mais velha de White Spy e Black Spy, raramente aparece. quando aparece sempre vence os 2, em alguns casos eles tem que se unir para derrotá-la (mas não funciona). As tiras e desenhos em que ela aparece chamam-se "Spy vs Spy vs Spy" (Espião vs Espião vs Espiã)
- Green Spy. (Espião Verde no Brasil) é o irmão mais novo de White Spy, Black Spy e Grey Spy, apareceu em apenas uma tira especial do dia de São Patrício, venceu os seus dois irmãos mais velhos. a tirinha onde apareceu chama-se A Special St. Patrick's Day Encouter - Spy vs Spy vs Spy (Um Encontro Especial do Dia de São Patrício - Espião vs Espião vs Espião)